# Rodnik
Rodnik è una serie di satelliti per comunicazioni militari delle forze armate della Federazione Russa. Probabilmente, si tratta di una versione perfezionata dei precedenti Strela-3.
I Rodnik sono costruiti dalla NPO PM, e vengono dalle truppe spaziali russe (VKS). La massa di tali satelliti è di 225 kg (quasi uguale a quella degli Strela-3). Per quanto riguarda i dati orbitali, questi risultano essere i medesimi degli Strela-3 (inclinazione di 82,6 gradi, apogeo di 1.400 km e perigeo di 1.414 km).
Il primo Rodnik è stato lanciato il 21 dicembre 2005. A marzo 2009, ne sono stati lanciati quattro, con altrettante missioni Cosmos.
- 21 dicembre 2005: Cosmos 2416 (vettore Kosmos-3M)
- 23 maggio 2008: Cosmos 2437, 2438 e 2439 (vettore Rokot-KM)